# 고나가와 다카히로
고나가와 다카히로(小名川 高弘, 1979년 11월 30일 - )는 일본의 남자 음악가로, 차콜 필터의 리더이자 기타리스트이다.

## 개략
1999년에 록 밴드인 차콜 필터의 일원으로서 데뷔했다. "卒業"(졸업), "BY MY SIDE", "虹"(무지개) 등 많은 히트 송을 작곡하여 일컬어지고 있다. 가창력도 있서 보컬을 담당한 차콜 필터의 노래도 몇 곡이 있다. 2006년 7월 19일에는 처음 솔로 앨범 "The first tears"를 발매했다. 더구나 쓰카모토 다카시나 요시다 사토미의 노래도 작곡한 등 다방면에 걸쳐 활약하고 있다.

## 프로필
- 애칭 : 고나 (コナ)
- 생일 : 1979년 (쇼와 54년) 11월 30일
- 출신지 : 지바현 가시와시 (출생지 : 오이타현)
- 학력 : 게이오기주쿠 고등 학교 졸업, 게이오기주쿠 대학 중퇴
- 취미 : 낚시, 테니스
- 가족 : 아버지, 어머니와 남동생
- 처음으로 산 CD : 비즈 "RUN"
- 좋아하는 뮤지션 : 그린데이, 본 조비, 건즈앤로지즈, U2, 위저, 비틀즈
- 좋아하는 음식 : 파스타
- 애용 악기 :
  - Fender Custom Clapton Stratocaster (메인 기타)
  - Fender 1957 Stratocaster NOS
  - Gibson Les Paul Studio-Lite
  - Gibson Les Paul Standard Jimmy Page Signature Model

## 개인 활동

### 앨범
- The first tears

2006년 7월 19일 발매
작사 : 고나가와 다카히로 (2 - 6), 가메다 세이지 (1)
작곡 : 고나가와 다카히로
편곡 : 고나가와 다카히로
1. tears
2. Stop Magic
3. 이노리 (祈り, 빌기)
4. Melody
5. 모쿠테키치 (目的地, 목적지)
6. Mercy Drive

### 참가 작품
- Gimme MUSIC

2006년 7월 5일 발매
수록곡 "tears"

### 제공한 노래
- 쓰카모토 다카시
  - 보쿠노 고에 (僕の声, 나의 목소리) - 작곡
- 요시다 사토미
  - Grapefruit Moon (グレープフルーツムーン, 그레입 프루트 문) - 작곡
  - Quatre Saisons (キャトルセゾン, 네 계절) - 작곡

### 리코딩 참가 작품
- 퍼피
  - Tokyo I’m On My Way

## 차콜 필터로서의 활동

### 작곡 활동
- 2002년

卒業 ("졸업", 야스이 유키와 함께 작곡) / ロマンチック (로맨틱) / Lonely holiday (야스이 유키와 함께 작곡) / 日常 ("일상", 야스이 유키와 함께 작곡) / WOW WOW パラダイス (WOW WOW 패러다이스)
- 2003년

BY MY SIDE / someday somewhere / スターダッシュ (스타 대시) / 虹 (무지개) / 皐月 (우월) / デモテープ (仮) (데모 테이프 (가제목))
- 2004년

one Days / Kiss on the beach / 浮き世の花 (부생(浮生)의 꽃) / パノラマ (파노라마) / Lover Lover / Radio Motown / 夢のそばにある世界で (꿈 옆에 있는 세계에서) / Morning Glow
- 2006년

世界の果て (세계 끝) / 心の来た道 (마음이 온 길) / 愛をばらまいて (사랑을 많이 주어서)

### 보컬 담당곡
- "D'd" (앨범 "Spiky" 수록)
- "Bring Out" (앨범 "PANIC POP" 수록)
- "someday somewhere" (베스트 앨범 "C☆BEST + Flying Hi-High" 수록)

## 같이 보기
차콜 필터
- 오쓰카 유조
- 야스이 유키
- 다카노 신타로